# Ultimatum (Band)
Ultimatum ist eine christlich orientierte Thrash-Metal-Band aus New Mexico, USA.

## Bandgeschichte
Ultimatum gingen 1992 aus der Band "Holy Sacrifice" hervor. Nach mehreren Besetzungswechseln sind von den Original-Mitgliedern heute noch Scott Waters, Robert Gutierrez und Sean Griego mit an Bord.
Bislang veröffentlichten Ultimatum vier Alben und eine EP. Während sie auf den ersten beiden Alben noch eine Mischung aus Power- und Thrash Metal spielten, wendeten sie sich seit dem Album "The Mechanics of Perilous Times" dem reinen Thrash Metal alter Schule zu. Vergleichbare Bands kommen vorwiegend aus der deutschen und der westamerikanischen End-Achtziger-Thrash-Metal-Szene (Testament, Overkill, Hirax, Kreator, Destruction u. v. m.).
Sänger Scott Waters war parallel zu Ultimatum eine Zeit lang Sänger der Band Once Dead (Vengeance-Rising-Nachfolge-Band) und betreibt die Internetseite "No Life Til Metal".

## Diskografie

### Alben
- 1995: Symphonic Extremities (Juke Box Media)
- 1998: Puppet of Destruction (Rowe Productions)
- 2001: The Mechanics of Perilous Times (Gutter/Massacre)
- 2007: Into the Pit (Retroactive Records)
- 2009: Lex Metalis (Retroactive Records/Cargo Twilight)

### EPs
- 2006: ...til the End! (Roxx Productions)

### Samplerbeiträge
- World of Sin für Massive Frequency Overload-the U.S. Hard Compilation (Rowe)
- Never (Remix) für 2000 the Second Coming - A Christian Metal Compilation (Dwell) 2000
- Sins Of Omission für Jump in the Pit-A Tribute to TESTAMENT (Dwell)